# Antoine de La Rochefoucauld
Antoine (I.) de La Rochefoucauld (* 1471; † 30. März 1537) war ein französischer Adliger und Militär; er war unter anderem Admiral, Generalleutnant, Admiral von Frankreich und Gouverneur von Paris.

## Leben
Antoine de La Rochefoucauld war der zweite Sohn von François I. de La Rochefoucauld († 1517), der 1515 Comte de La Rochefoucauld wurde, und Louise de Crussol. Sein älterer Bruder war François II., Comte de La Rochefoucauld, Prince de Marsillac († 1533). Er war Seigneur de Barbezieux, de Ravel, de Meillant, de Linières et de Vendoeuvre.
Als Jugendlicher war er 1485 am Hof Karls VIII. einer von hundert Gentilshommes des Königs. Bei der Aufteilung der Güter der Familie mit seinem Bruder François II. am 7. Juni 1518 erhielt er die Herrschaften Barbezieux und Ravel. Er wurde in der Ordre de Saint-Michel aufgenommen und war Kapitän von 50 Hommes d’armes.
Nach dem Rücktritt von Philibert de Beaujeu wurde er Seneschall von Auvergne (bis 5. Dezember 1532) und anschließend Großseneschall von Guyenne. Bei der gescheiterten Belagerung von Marseille durch Kaiser Karl V. im August und September 1524 war er Oberkommandierender in der Stadt. In der Schlacht bei Pavia am 23. und 24. Februar 1525 geriet er – ebenso wie Königs Franz I. in Gefangenschaft; 1526 kam er wieder frei. Am 1. Juni 1528 wurde er zum General der Galeeren als Nachfolger von Andrea Doria ernannt, nachdem dieser die Seiten gewechselt hatte. Am 20. Juli 1532 wurde er zum Gouverneur der Île-de-France ernannt und am 12. März 1534 zusätzlich zum Gouverneur von Paris. Er starb am 30. März 1537.

## Ehe und Familie
Antoine de La Rochefoucauld heiratete am 23. Oktober 1518 Antoinette d’Amboise († 2. Juli 1552), Dame de Jaligny, Tochter von Guy d’Amboise, Seigneur de Ravel, und Françoise d’Espinasse genannt Dauphine, Dame de Combronde, de Jaligny et de Treteau, Witwe von Jacques d’Amboise (X 1515), Seigneur de Bussy et de Ravel. Sie wurde Erbin des Gesamtvermögens des Hauses Amboise (Chaumont, Meillant, Charenton, Preuilly, Linnois etc. nach dem Tod ihres Vetters Georges d’Amboise (X 1525) und ihrer Tante Catherine d’Amboise, verheiratete Gräfin von Auxerre, († 1549)), das durch sie an das Haus La Rochefoucauld weitergegeben wurde. Ihre Kinder sind:
- Gilbert (* 1519; † 1544 Lyon bei der Rückkehr von der Schlacht von Ceresole (11. April 1544)), Seigneur de Barbezieux, 10. Mai 1539 Großseneschall von Guyenne
- Charles (* 1520; † 15. Juni 1583), Seigneur de Barbezieux, de Linières, de Meillant, de Preuilly, de Charenton, et de Blanc en Berry, Generalleutnant; ⚭ (Ehevertrag 1. Dezember 1545) Françoise Chabot, testiert 12. Oktober 1605, Tochter von Philippe Chabot, Comte de Charny et de Buzançais, und Françoise de Longwy
- Antoine (II.), Seigneur de Chaumont-sur-Loire, Chambellan du Roi; ⚭ 7. Oktober 1552 Cécile de Montmirail, Tochter von Étienne de Montmirail, Seigneur de Chambourcy, Maître des requêtes, und Louise de Selves
- François, Vicomte de Ravel et de Rascel; ⚭ 1560 Éléonore de Vienne (* 24. Oktober 1541), Tochter von François de Vienne, Seigneur de Ruffey, und Guillemette de Luxembourg-Brienne
- Catherine (* wohl 1528; † 1577), Dame de Jaligny; ⚭ (1) 17. September 1545 Charles de Chabannes, Seigneur de La Palice, X 1552, Sohn von Jacques II. de Chabannes und Jeanne de Montberon (Haus Chabannes); ⚭ (2) 1559 René du Puy du Fou, Seigneur de Combronde etc., 1562 bezeugt; ⚭ (3) Charles Rouault, Seigneur de Landeau
- Marguerite († nach 1589), Dame de Barbezieux; ⚭ (1) Pierre du Puy du Fou, Seigneur de Vertan; ⚭ (2) 7. Mai 1564 Claude de Bourbon, Baron und 1578 Comte de Busset († 1588 vor 11. Mai)
- Bénédicte und Antoinette, Nonnen in Autun

Antoinette d’Amboise heiratete in dritter Ehe Louis III. de Luxembourg, Comte de Roussy († 11. Mai 1571)

### Weblink
- Étienne Pattou, Maison de La Rochefoucauld, S. 6 und S. 16 (online, abgerufen am 23. April 2020)